# Cantellius tredecimus
Cantellius tredecimus is een zeepokkensoort uit de familie van de Pyrgomatidae. De wetenschappelijke naam van de soort werd voor het eerst geldig gepubliceerd in 1947 door Gábor Kolosváry.